# Orël
Orël (in russo Орёл?, pronuncia [ʌˈrʲol], letteralmente "aquila") è una città della Russia, capoluogo dell'omonima oblast' e dell'Orlovskij rajon.
Fu fondata nel XVI secolo dallo zar Ivan il Terribile sul fiume Oka ed è un importante nodo ferroviario e mercato agricolo. La città è servita dall'aeroporto di Orël.

## Storia
Sebbene non ci sia nessun documento storico, i ritrovamenti archeologici di una fortezza provano che ci sono stati degli insediamenti risalenti al XII secolo tra il fiume Oka e il fiume Orlik, quando la terra faceva parte del grande principato di Černihiv. Nel XIII secolo la fortezza divenne parte del distretto di Zvenigorod che faceva parte del principato di Karačev. Agli inizi del XV secolo, il territorio venne conquistato dal Granducato di Lituania. La città venne presto abbandonata da questa popolazione, dopo essere stata saccheggiata non si sa se dai lituani o dall'Orda d'Oro. Nel XVI secolo il territorio divenne parte del Granducato di Mosca.
Ivan il Terribile decise di costruire una nuova fortezza sul luogo nel 1566, con lo scopo di difendere i confini a sud del Gran Ducato di Mosca. La fortezza venne costruita molto velocemente: i lavori iniziarono nell'estate del 1566 e nella primavera seguente erano già completati. La città ha dato i natali ad alcune famose personalità russe, tra le quali Leonid Andreev, principale esponente dell'espressionismo russo, Ivan Turgenev, romanziere e drammaturgo, e Michail Bachtin, filosofo e critico letterario.

## Geografia fisica

### Clima
La città di Orël ha un clima continentale freddo.

## Cultura

### Istruzione
- Università statale di Orël
- Università statale agraria di Orël
- Università statale di economia e commercio di Orël

## Geografia antropica

### Suddivisioni amministrative
Orël si compone di 4 rajon:
- Severnyj (Северный)
- Sovetskij (Советский)
- Zavodskoj (Заводской)
- Železnodorožnyj (Железнодорожный)

## Infrastrutture e trasporti
Il trasporto all'interno della città la autobus, i filobus, i tram.

## Onorificenze e titoli
- Città del primo saluto (5 agosto 1943)[1]
- Città della gloria militare (27 aprile 2007)[1]